# Tcpdump
tcpdump是一个运行在命令行下的數據包分析器。它允许用户拦截和显示发送或收到过网络连接到该计算机的TCP/IP和其他数据包。tcpdump 是一个在BSD许可证下发布的自由软件。
tcpdump 适用于大多数的类Unix系统 操作系统：包括Linux、Solaris、BSD、Mac OS X、HP-UX和AIX 等等。在这些系统中，tcpdump 需要使用libpcap这个捕捉数据的库。其在Windows下的版本称为WinDump；它需要WinPcap驱动，相当于在Linux平台下的libpcap.

## 历史
它最初由范·雅各布森，Craig Leres和Steven McCanne在1987年于劳伦斯伯克利国家实验室担任研究小组时写成，当时，20世纪90年代末，有许多不同的操作系统，和无数的补丁，没有很好地协调分布的tcpdump版本。于是Michael Richardson (mcr)和Bill Fenner在1999年创建了www.tcpdump.org。

## 用途
tcpdump能够分析网络行为，性能和应用产生或接收网络流量。它支持针对网络层、协议、主机、网络或端口的过滤，并提供and、or、not等逻辑语句来帮助你去掉无用的信息，从而使用户能够进一步找出问题的根源。
也可以使用 tcpdump 的实现特定目的，例如在路由器和网关之间拦截并显示其他用户或计算机通信。通过 tcpdump 分析非加密的流量，如Telnet或HTTP的数据包，查看登录的用户名、密码、网址、正在浏览的网站内容，或任何其他信息。因此系统中存在网络分析工具主要不是对本机安全的威胁，而是对网络上的其他计算机的安全存在威胁。
有很多用户喜欢使用柏克萊封包過濾器来限制 tcpdump 产生的数据包数量，这样BPF会只把「感兴趣」的封包到上层软件，可以避免从操作系统 内核向用户态复制其他封包，降低抓包的CPU的负担以及所需的缓冲区空间，从而减少丢包率。

## 权限要求
一些类Unix操作系统，用户有必须拥有超级用户权限方可使用 tcpdump，因为在这些系统需要使用超级用户权限将网络界面设置为混杂模式。然而，可以通过使用 -Z 选项在完成嗅探之后站即下降到一个特定的非特权用户的权限。在某一些类Unix操作系统，数据包嗅探机制可以配置为允许非特权用户可以使用它，如果做到这一点，就不需要超级用户权限。

## 引用
1. ↑  . 2024年8月30日  [2024年8月30日].
2. ↑  .   [2012-03-20]. （原始内容存档于2009-08-27）.
3. ↑  .   [2012-03-22]. （原始内容存档于2012-05-01）.